# Juri Matwejewitsch Bajakowski
Juri Matwejewitsch Bajakowski (russisch Юрий Матвеевич Баяковский; * 5. November 1937 in der Ortschaft Lobwa bei Nowaja Ljalja; † 18. Juni 2014 in Moskau) war ein sowjetisch-russischer Informatiker und Hochschullehrer.

## Leben
Bajakowski studierte am Moskauer Energetischen Institut (MEI) in der Fakultät für Automatik und Rechentechnik mit Abschluss 1960.
Darauf arbeitete Bajakowski im später nach Msistislaw Keldysch benannten Institut für Angewandte Mathematik (IPM) der Akademie der Wissenschaften der UdSSR (AN-SSSR, seit 1991 Russische Akademie der Wissenschaften (RAN)) als Ingenieur des Röhrencomputers M-20. Er entwickelte für den Rechner die erste Assemblersprache und das erste Betriebssystem. 1963 wurde er dort Programmierer in der 9. Abteilung. Er war an der Fertigstellung des Halbleitertechnik-Computers Wesna beteiligt und an dessen Vorbereitung für die staatlichen Tests. Er optimierte für den Rechner BESM-6 den Programmiersprachentranslator Forex mit erweitertem Fortran, der im IPM und in vielen anderen Organisationen eine breite  Anwendung fand.
Mit T. A. Suschkewitsch demonstrierte Bajakowski erstmals in der UdSSR mit einem Wesna-Rechner und einer Charaktron-Bildröhre die Erzeugung eines Kurzfilms durch Computergrafik. Unter Bajakowskis Leitung entstand die Fortran-Grafikprogramm-Bibliothek Grafor, die auf fast allen sowjetischen Rechnern installiert wurde. Mit W. S. Schtarkman verfasste er 1970 die erste sowjetische Übersicht über Computergrafik, die auf der 2. Allunionskonferenz für Programmierung vorgestellt wurde. 1974 verteidigte Bajakowski seine Dissertation über Methoden der Grafi-Ausstattung von Rechnern mit Erfolg für die Promotion zum Kandidaten der physikalisch-mathematischen Wissenschaften. Er initiierte die Entwicklung von Algorithmen für die physikalisch korrekte Simulation der Lichtausbreitung in unterschiedlichen Medien.
Bajakowski war Mitglied der Association for Computing Machinery (seit 1971), der SIGGRAPH (seit 1991) und der IEEE Computer Society (seit 1995). 1991 war er einer der Organisatoren und Programmkomitee-Vorsitzender der ersten internationalen Computergrafik-Konferenz GraphiCon in der UdSSR, die zusammen mit der  SIGGRAPH durchgeführt wurde.
Seit 1983 hielt Bajakowski die Computergrafik-Vorlesung am Lehrstuhl für Computermathematik und Kybernetik der Lomonossow-Universität Moskau, die 1994 für alle Studenten verpflichtend wurde. 2002 wurde er dort Leiter des neuen Laboratoriums für Computergrafik und Multimedia.

## Ehrungen, Preise
- Preis des Ministerrats der UdSSR (1985)[1]
- Goldmedaille der Ausstellung der Errungenschaften der Volkswirtschaft (1985)